# Alex Ferreira
Alex Ferreira (født 14. august 1994) er en amerikansk freestyle-skiløber, der konkurrerer i Halfpipe. Han vandt sølv i Halfpipe til Vinter-OL i Pyeongchang i 2018 og bronze i Halfpipe til Vinter-OL i Beijing i 2022.